# VdB 136
vdB 136 è una nebulosa a riflessione visibile nella costellazione del Cigno.
Si individua nella parte centro-settentrionale della costellazione, poco più di 2° a SSW della brillante stella Deneb, al centro di un tratto della Via Lattea fortemente oscurato dalla Fenditura del Cigno; il periodo più indicato per la sua osservazione nel cielo serale ricade fra i mesi di giugno e novembre ed è notevolmente facilitata per osservatori posti nelle regioni dell'emisfero boreale terrestre. La nebulosa circonda la stella HD 196819, una gigante rossa di classe spettrale K2.5IIb avente magnitudine apparente 7,55; la sua distanza, misurata tramite un valore di parallasse pari a 1,30 mas, risulterebbe pari a 770 parsec (2510 anni luce). Data questa distanza, la stella con annessa nebulosità viene a trovarsi all'interno dei complessi nebulosi della Fenditura, a breve distanza dalla Nebulosa Nord America; nella stessa direzione, ma a una distanza di oltre 1500 parsec, si trova DR 21, uno dei sistemi nebulosi associati alla grand regione di formazione stellare Cygnus X.